# Roda JC
A Roda JC egy holland első osztályú labdarúgóklub Kerkrade városában.

## Története

A Roda JC megalakulása.

Roda JC több futball klub egyesülése által jött létre. 1954-ben az SV Kerkrade és az SV Bleijerheide egyesült így alakult meg a Roda Sport. Abban az évben a Rapid 54 amatőr klub és a Juliana összeolvadt ezzel megalapítva a Rapid JC-t, amelyik megnyerte az 1956-os holland ligát. 1962. június 27-én a Rapid JC és Roda Sport összeolvasztásának köszönhetően megalakult a Roda JC. A klub 5-ször elérte a KNVB kupadöntőt, de csak 1997-ben és 2000-ben nyerte meg. Az átlagos látogatottság 2004/05-ben 12 700 néző volt.

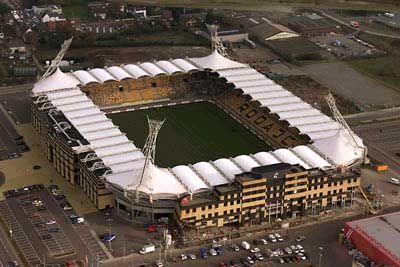
A stadion madártávlatból

## Trófeák
- Eredivisie Győztes|1|1955/1956 ( Rapid JC)
- Eredivisie második|2|1958/1959 ( Rapid JC), ( Roda JC)
- Eerste Divisie Győztes|1|1972/1973
- KNVB Cup Győztes|2|1996–97, 1999–2000
- KNVB Cup második|4|1975–76, 1987–88, 1991–92, 2007–08
- Johan Cruijff-kupa második|2|1997, 2000

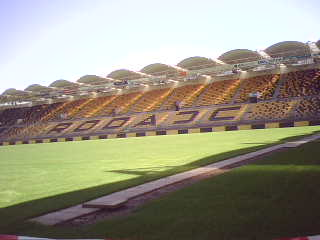
A stadion belülről.

## Játékosai
| #  |               | Poszt | Név                             |
| -- | ------------- | ----- | ------------------------------- |
| 1  | lengyelország | K     | Filip Kurto                     |
| 2  | belgium       | V     | Martin Monteyne                 |
| 3  | belgium       | V     | Bart Biemans                    |
| 4  | hollandia     | V     | Rob Wielaert                    |
| 5  | hollandia     | V     | Abel Tamata                     |
| 6  | portugália    | KP    | Danilo Pereira                  |
| 8  | hollandia     | KP    | Mark-Jan Fledderus              |
| 9  | Magyarország  | CS    | Németh Krisztián                |
| 10 | belgium       | KP    | Davy de Beule                   |
| 11 | marokkó       | CS    | Adil Ramzi                      |
| 14 | hollandia     | KP    | Mitchell Donald                 |
| 15 | belgium       | V     | Jimmy Hempte                    |
| 16 | egyiptom      | CS    | Sanharib Malki (Csapatkapitány) |

| #  |               | Poszt | Név                |
| -- | ------------- | ----- | ------------------ |
| 17 | lengyelország | CS    | Mikołaj Lebedyński |
| 18 | belgium       | KP    | Arnaud Sutchuin    |
| 20 | hollandia     | CS    | Guus Hupperts      |
| 21 | lengyelország | K     | Mateusz Prus       |
| 22 | hollandia     | KP    | Roly Bonevacia     |
| 23 | Magyarország  | V     | Kádár Tamás        |
| 25 | hollandia     | KP    | Mitchell Paulissen |
| 26 | belgium       | KP    | Laurent Delorge    |
| 29 | hollandia     | K     | Bryan Roox         |
| 31 | lengyelország | V     | Adrian Lys         |
| 33 | hollandia     | CS    | Michel van Veen    |

## Híres játékosok
| Hollandia - Dick Advocaat - Michel Boerebach - Henk Fraser - Edwin Gorter - Maurice Graef - Ruud Hesp - Marco van Hoogdalem - Bert Jacobs - Ron Jans - Jan Jongbloed - Johan de Kock - Adrie Koster - Gerard van der Lem - John van Loen - Eric van der Luer - Dick Nanninga - Richard Roelofsen - Huub Stevens - Wilbert Suvrijn - René Trost - Pierre Vermeulen - Piet Wildschut | Ausztrália - Graham Arnold - Željko Kalac - Gary van Egmond Belgium - Jos Daerden - Mark de Man - Roland Lamah - Bob Peeters - Tom Soetaers - Joos Valgaeren - Kevin van Dessel - Peter van Houdt Dánia - John Eriksen - Jens Kolding - Marc Nygaard - Sten Ziegler Gambia - Edrissa Sonko Görögország - Yannis Anastasiou Elefántcsontpart - Arouna Koné - Cheik Tioté Nigéria - Tijani Babangida Skócia - Jimmy Calderwood Szerbia - Vladan Kujović Törökország - Fatih Sonkaya |

## Magyarok a klubnál
- Torma Gábor (1997–2001)
- Bodnár László (2004–2006)
- Bodor Boldizsár (2004–2011)
- Németh Krisztián (2012–)
- Kádár Tamás (2012–)

## Menedzserek
| RODA JC menedzser | tól           | ig            |
| ----------------- | ------------- | ------------- |
| Piet Thomas       | 1962          | 1963          |
| Michel Pfeiffer   | 1963          | 1965          |
| Wiel Coerver      | 1965          | 1966          |
| Adam Fischer      | 1966          | 1968          |
| Breur Weyzen      | 1969          | 1971          |
| Jacques Koole     | 1971          | 1972 november |
| Hennie Hollink    | 1972 november | 1974 február  |
| Fritz Pliska      | 1974 február  | 1974          |
| Bert Jacobs       | 1974          | 1980          |
| Piet de Visser    | 1980          | 1983          |
| Hans Eijkenbroek  | 1984          | 1984 november |
| Eugene Gerards    | 1984 november | 1984 december |
| Frans Körver      | 1984 december | 1986          |
| Rob Baan          | 1986          | 1987 október  |
| Rob Jacobs        | 1987 október  | 1988          |
| Jan Reker         | 1988          | 1991          |
| Adrie Koster      | 1991          | 1993 március  |
| Huub Stevens      | 1993 március  | 1996-10-09    |
| Eddy Achterberg   | 1996-10-09    | 1996-11-01    |
| Martin Jol        | 1996-11-01    | 1998 március  |
| Theo Vonk         | 1998 március  | 1998 június   |
| Sef Vergoossen    | 1998          | 2001          |
| Jan van Dijk      | 2001          | 2001-09-19    |
| Georges Leekens   | 2001-09-19    | 2002          |
| Wiljan Vloet      | 2002          | 2005          |
| Huub Stevens      | 2005          | 2007-02-02    |
| Raymond Atteveld  | 2007-02-02    | 2008-10-07    |

## Weboldalak
- Hivatalos weboldal